# جوسيف مول
جوسيف مول (بالألمانية: Josef Moll)‏ هو ضابط ألماني، ولد في 5 سبتمبر 1908 في Laupertshausen ‏ في ألمانيا، وتوفي في 7 يناير 1989 في شتوتغارت في ألمانيا.

## وصلات خارجية
- جوسيف مول على موقع مونزينجر (الألمانية)